# Cementerio de Chauchilla

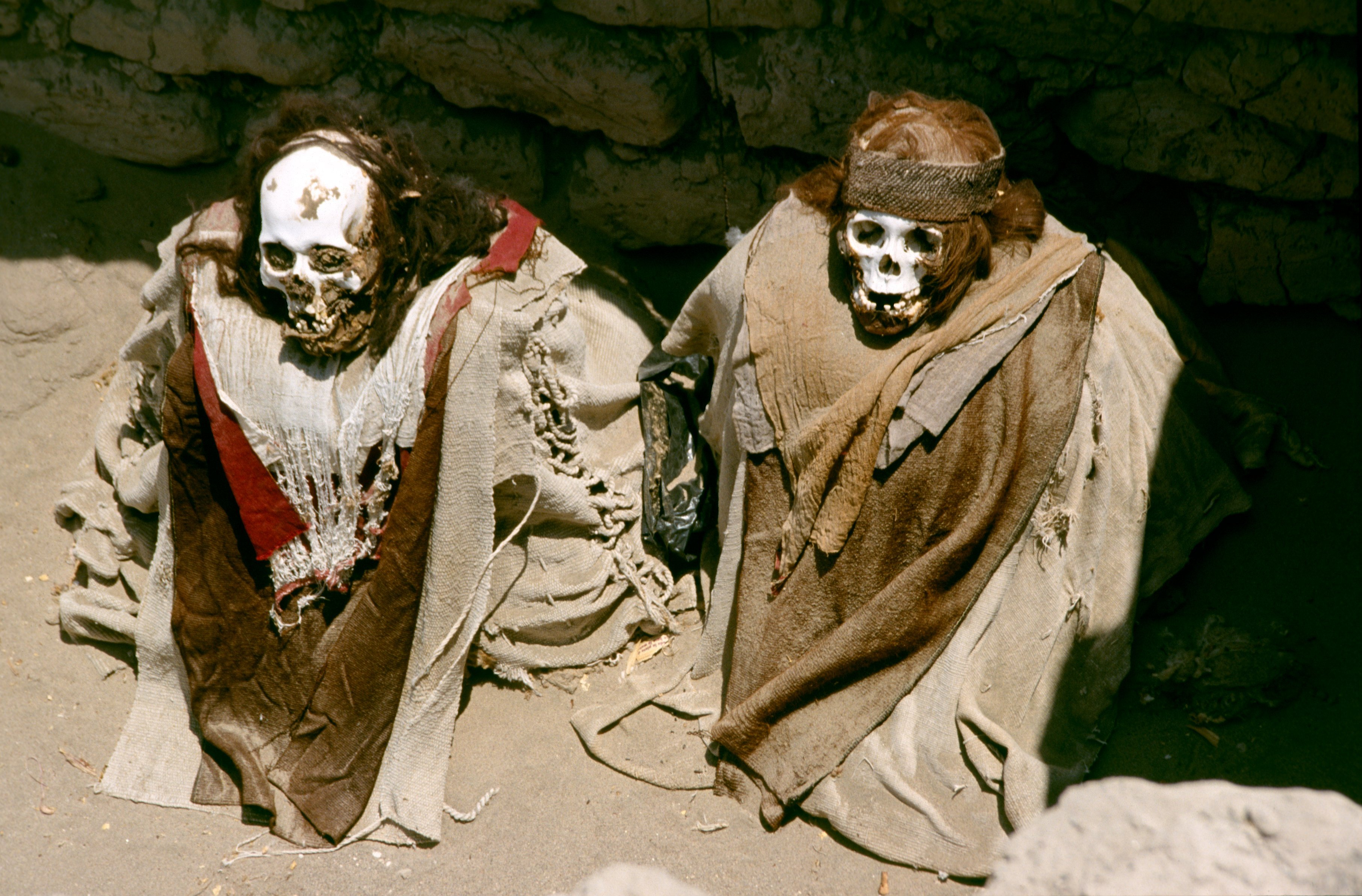
Momias y restos arqueológicos en el cementerio de Chauchilla.

El cementerio de Chauchilla se encuentra situado a unos 30 km de la ciudad de Nazca, en el departamento de Ica, en el Perú. 
Se trata de una necrópolis de época preincaica. Algunas fuentes la relacionan con la antigua Cultura Huari y otras con la Cultura Nazca que florecieron en la zona entre el siglo II a. C. al siglo IX de nuestra era. En el cementerio se pueden ver restos de la antigua civilización (fragmentos de cerámica, textiles) así como momias. 
Las momias están en un buen estado de conservación a pesar de su antigüedad y en muchas de ellas se pueden ver aún restos de cabellos e incluso algo de piel. La conservación ha sido posible en parte gracias al clima árido del desierto de Nazca en el que se encuentra enclavado el cementerio. Se trata del único sitio arqueológico peruano en el que las momias se pueden ver en sus tumbas originales.
Al tratarse de un yacimiento al aire libre, la zona ha sufrido el continuo ataque de los saqueadores, lo que ha hecho desaparecer la mayoría de sus tesoros arqueológicos. Sin embargo, desde 1997, la zona está protegida y se ha convertido en un sitio arqueológico oficial.

## La momificación
En el antiguo Perú existía la creencia en la otra vida después de la muerte, o en todo caso la reencarnación del cuerpo físico, pese a ello los cadáveres no eran momificados por ningún procedimiento artificial. En su lugar, los restos mejor conservados responden a características del suelo donde se encuentran. Pese a ello aún se consideran ciertas prácticas mortuorias, como la exposición del fardo funerario ya preparado por largos periodos de tiempo, pero sin más tratamiento que unas pintas de cinabrio en algunas partes del cuerpo. Dicha exposición se daba en el marco de una serie de rituales relacionados al culto a los ancestros.

## En la cultura popular
El cementerio de Chauchilla es un escenario destacado en Indiana Jones y el Reino de la Calavera de Cristal. Aunque no se menciona por su nombre en la película, el cementerio se identifica explícitamente en el guion, los materiales promocionales y la merchandising.
Esta versión ficticia del cementerio presenta una serie de adornos, que incluyen guardias de Nazca con máscaras y una cámara funeraria subterránea oculta accesible a través de los túmulos. El cementerio se representa como si estuviera construido sobre un promontorio que domina el Valle de Nazca, ofreciendo a los personajes una vista de las famosas Líneas de Nazca.